# Joseph Compton-Rickett
Joseph Compton-Rickett (13 février 1847 - 30 juillet 1919), est un homme politique du Parti libéral britannique. Il est également industriel (jusqu'en 1902), prédicateur laïc et écrivain. Il écrit de la poésie et de la fiction, ainsi que sur des sujets tels que la philosophie populaire. Il écrivait parfois sous le pseudonyme de Maurice Baxter.

## Jeunesse
Il est né à Londres sous le nom de Joseph Rickett, le fils aîné de Joseph Rickett, d'East Hoathly. Il fait ses études à l'école King Edward VI de Bath. En 1868, il épouse Catharine Sarah Gamble. Ils ont quatre fils et quatre filles. Il est fait chevalier le 24 décembre 1907. Il assume par licence royale le nom de famille supplémentaire de Compton en 1908.
En 1911, il est nommé au Conseil privé.

## Carrière professionnelle
Il est dans les affaires et s'intéresse à diverses entreprises commerciales. En 1902, il se retire de la présidence de plusieurs sociétés de commerce du charbon pour se consacrer à sa carrière politique.
Il est député de Scarborough de 1895 à 1906 puis député d'Osgoldcross de 1906 à 1918, un siège qui était libéral indépendant depuis 1899. Il occupe des fonctions dans le gouvernement de coalition de David Lloyd George comme payeur général de 1916 à 1919. En 1917, il est commissaire à la charité.
Il est député de la circonscription de Pontefract qui a largement absorbé Osgoldcross de 1918 jusqu'à sa mort à l'âge de 72 ans l'année suivante.